# Felix Tripeloury
Felix Tripeloury (* 25. Dezember 1887 in Berlin; † 10. August 1945) war ein deutscher Jurist, Diplomat und Staatsbeamter.
Nach dem Schulbesuch studierte Tripeloury Rechtswissenschaften. Er schloss sein Studium 1912 mit der Promotion zum Dr. jur. an der Universität Greifswald ab. Anschließend trat Tripeloury in den Auswärtigen Dienst ein: Von 1926 bis 1933 war er in der Presseabteilung der Reichsregierung tätig, die ressortmäßig dem Auswärtigen Amt angehörte, aber außerhalb desselben im Ordenspalais untergebracht war. Seit 1932 Legationssekretär wurde Tripeloury 1933 in das Auswärtige Amt selbst versetzt. Nach der Machtergreifung der Nationalsozialisten war er von Anfang April bis Ende 1933 Referent im Reichsministerium für Volksaufklärung und Propaganda. In der Folgezeit war er Legationsrat im Auswärtigen Amt tätig und wurde Konsul in Brazzaville.
Politisch gehörte Tripeloury in der Weimarer Zeit von 1928 bis 1932 der Deutschnationalen Volkspartei (DNVP) an und ab 1933 der NSDAP. Sein Schwiegervater war der Diplomat Albert Dufour von Féronce, der langjährige stellvertretende Generalsekretär des Völkerbundes, dessen Adoptivtochter Tripeloury heiratete.
Während des Zweiten Weltkrieges war Tripeloury deutscher Geschäftsträger in Chile bzw. Costa Rica. Er war 1941/42 in den USA interniert. Danach war er zuletzt in der Nachrichten- und Presseabteilung des Auswärtigen Amtes beschäftigt und wurde 1944 zum Legationsrat I. Klasse befördert. Kriegsbedingt wurde seine Abteilung Ende 1944 nach Plauen verlegt, wo er nach Kriegsende am 20. Mai 1945 festgenommen wurde. Am 24. Juli 1945 wurde er wegen Kriegsverbrechen durch ein sowjetisches Militärtribunal zum Tode verurteilt um am 10. August 1945 durch Erschießen hingerichtet.

## Schriften
- Ist das Erbbaurecht, seiner im BGB. getroffenen rechtlichen Konstruktion nach, geeignet, eine Lösung der Kleinwohnungsfrage herbeizuführen?, Greifswald 1912. (Dissertation)